# Găiceana (gmina)
Găiceana – gmina w Rumunii, w okręgu Bacău. Obejmuje miejscowości Arini, Găiceana, Huțu i Popești. W 2011 roku liczyła 3069 mieszkańców.